# Населення Бразилії
Населення Бразилії. Чисельність населення країни 2015 року становила 204,259 млн осіб (6-те місце у світі). Оцінка кількості населення цієї держави враховує ефекти зайвої смертності через захворювання на СНІД. Чисельність бразильців стабільно збільшується, народжуваність 2015 року становила 14,46 ‰ (136-те місце у світі), смертність — 6,58 ‰ (144-те місце у світі), природний приріст — 0,77 % (142-ге місце у світі) . 

## Природний рух

### Відтворення
Народжуваність в Бразилії, станом на 2015, дорівнює 14,46‰ (136-те місце у світі). Коефіцієнт потенційної народжуваності в 2015 становив 1,77 дитини на одну жінку (158-ме місце у світі). Рівень застосування контрацепції 80,3% (2006).
Смертність в Бразилії 2015 становила 6,58‰ (144-те місце у світі).
Природний приріст населення в 2015 становив 0,77% (142-ге місце у світі).
Протягом останніх років швидкість зростання населення дещо зменшилася порівняно з максимумом близько 1960 року. Причини зменшення швидкості зростання населення пов'язані з урбанізацією та індустріалізацією, та в результати із зменшенням рівня народжуваності (наприклад, через використання контрацептивів). Хоча рівень смертності різко знизився з 1940, рівень народжуваності знизився сильніше.

### Вікова структура

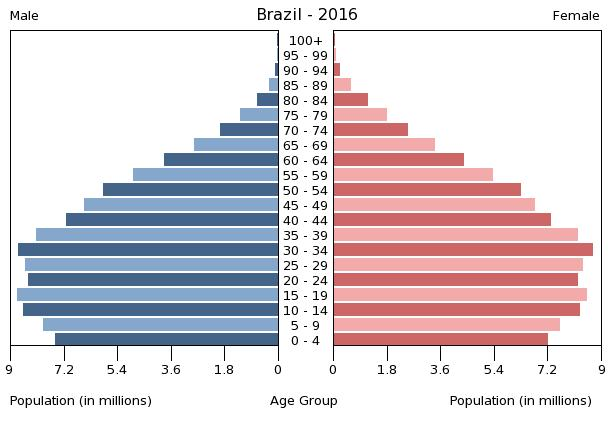
Віково-статева піраміда населення Бразилії, 2016

Середній вік населення Бразилії становить 31,6 року (104-те місце у світі): для чоловіків — 30,7, для жінок — 32,4 року. Очікувана середня тривалість життя 2015 року становила 73,53 року (129-те місце у світі), для чоловіків — 69,99 року, для жінок — 77,25 року. Розподіл населення за віком нагадує розподіл суброзвинених країн. Діти (до 19 років) становлять більш ніж третину повного населення. Разом з невеликим населенням у похилому віці (менш ніж десятою долею), вони становлять економічно неактивну частину населення, таким чином економічно активна частина становить близько 55 %.
Вікова структура населення Бразилії, станом на 2015 рік, виглядає таким чином:
- діти віком до 14 років — 23,27 % (24 223 817 чоловіків, 23 304 371 жінка);
- молодь віком 15—24 роки — 16,47 % (17 058 031 чоловік, 16 579 678 жінок);
- дорослі віком 25—54 роки — 43,8 % (44 358 524 чоловіки, 45 111 178 жінок);
- особи передпохилого віку (55—64 роки) — 8,66 % (8 348 783 чоловіки, 9 343 347 жінок);
- особи похилого віку (65 років і старіші) — 7,8 % (6 776 742 чоловіки, 9 155 340 жінок)[1].

### Шлюбність— розлучуваність
Коефіцієнт шлюбності, тобто кількість шлюбів на 1 тис. осіб за календарний рік, дорівнює 6,6; коефіцієнт розлучуваності — 1,4; індекс розлучуваності, тобто відношення шлюбів до розлучень за календарний рік — 21 (дані за 2009 рік). Середній вік, коли чоловіки беруть перший шлюб, дорівнює 28 років, жінки — 26 років, загалом — 27 років (дані за 2006 рік).

## Розселення

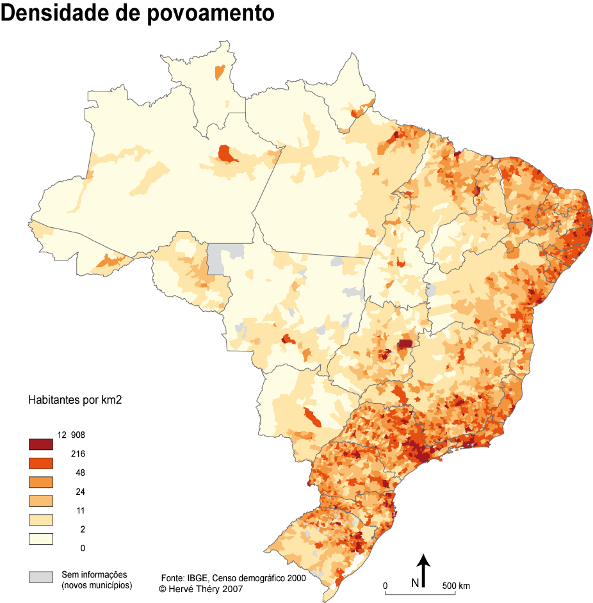
Густота населення

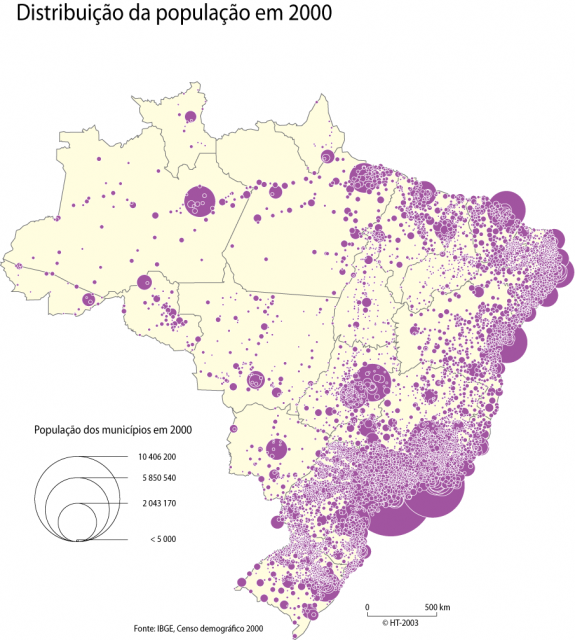
Розподіл населення

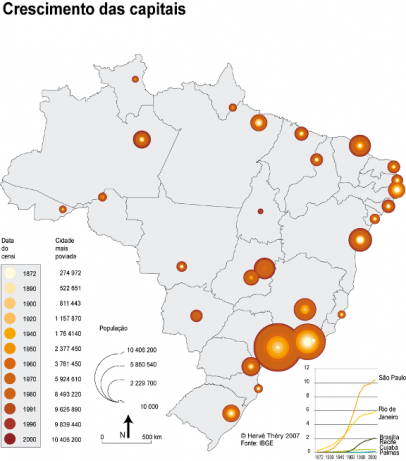
Ріст населення

Карта бразильського населення

Густота населення в 2015 становила 24,9 особи/км² (191-ше місце у світі). Більшість населення країни мешкає на сході поблизу атлантичного узбережжя, особливо на Південномі сході та у прибережній смузі Північного сходу. Інше важливе ядро населення — Південний регіон. Найменш заселені райони лежать у Центрально-західному та Північному регіонах.
| Номер | Штат                       | Населення  | % від населення Бразилії | Співрозмірна держава        |
| ----- | -------------------------- | ---------- | ------------------------ | --------------------------- |
| 1     | Сан-Паулу                  | 45 094 866 | 21,7%                    | Аргентина (43 131 966)      |
| 2     | Мінас-Жерайс               | 21 119 536 | 10,2%                    | Шрі-Ланка (21,444,000)      |
| 3     | Ріо-де-Жанейро             | 16 718 956 | 8,1%                     | Нідерланди (16 922 900)     |
| 4     | Баїя                       | 15 344 447 | 7,4%                     | Камбоджа (15 405 157)       |
| 5     | Ріу-Гранді-ду-Сул          | 11 322 895 | 5,5%                     | Руанда (11 262 564)         |
| 6     | Парана                     | 11 320 892 | 5,5%                     | Бельгія (11 250 659)        |
| 7     | Пернамбуку                 | 9 473 266  | 4,6%                     | Білорусь (9 485 300)        |
| 8     | Сеара                      | 9 020 460  | 4,4%                     | ОАЕ (9 157 000)             |
| 9     | Пара                       | 8 366 628  | 4,0%                     | Швейцарія (8 279 700)       |
| 10    | Санта-Катарина             | 7 001 161  | 3,4%                     | Парагвай (7 003 406)        |
| 11    | Мараньян                   | 7 000 229  | 3,4%                     | Парагвай (7 003 406)        |
| 12    | Гояс                       | 6 778 772  | 3,2%                     | Лаос (6 802 000)            |
| 13    | Амазонас                   | 4 063 614  | 1,9%                     | Ліван (4 168 000)           |
| 14    | Параїба                    | 4 025 558  | 1,9%                     | Ліван (4 168 000)           |
| 15    | Еспіриту-Санту             | 4 016 356  | 1,9%                     | Ліван (4 168 000)           |
| 16    | Ріу-Гранді-ду-Норті        | 3 507 003  | 1,7%                     | Уругвай (3 415 866)         |
| 17    | Алагоас                    | 3 375 823  | 1,6%                     | Уругвай (3 415 866)         |
| 18    | Мату-Гросу                 | 3 344 544  | 1,6%                     | Уругвай (3 415 866)         |
| 19    | Піауї                      | 3 219 257  | 1,6%                     | Кувейт (3 268 431)          |
| 20    | Федеральний округ Бразиліа | 3 039 444  | 1,4%                     | Литва (2 900 787)           |
| 21    | Мату-Гросу-ду-Сул          | 2 713 147  | 1,3%                     | Ямайка (2 717 991)          |
| 22    | Сержипі                    | 2 288 116  | 1,1%                     | Намібія (2 280 700)         |
| 23    | Рондонія                   | 1 805 788  | 0,9%                     | Косово (1 827 231)          |
| 24    | Токантінс                  | 1 550 194  | 0,7%                     | Бахрейн (1 451 200)         |
| 25    | Акрі                       | 829 619    | 0,4%                     | Кіпр (858 000)              |
| 26    | Амапа                      | 797 722    | 0,4%                     | Коморські Острови (784 745) |
| 27    | Рорайма                    | 522 636    | 0,2%                     | Кабо-Верде 524 833)         |

## Регіони
| Номер | Регіон                                | Населення  | % від населення Бразилії | Співрозмірна держава   |
| ----- | ------------------------------------- | ---------- | ------------------------ | ---------------------- |
| 1     | Південно-східний регіон (Бразилія)    | 86 949 714 | 41,8%                    | Єгипет (89 619 300)    |
| 2     | Північно-східний регіон (Бразилія)    | 57 254 159 | 27,5%                    | ПАР (54 956 000)       |
| 3     | Південний регіон (Бразилія)           | 29 644 948 | 14,3%                    | Венесуела (30 620 404) |
| 4     | Північний регіон (Бразилія)           | 17 936 201 | 8,7%                     | Малі (17 600 000)      |
| 5     | Центрально-західний регіон (Бразилія) | 15 875 907 | 7,7%                     | Замбія (15 473 905)    |

### Урбанізація
Бразилія надзвичайно урбанізована країна. Рівень урбанізованості становить 85,7% населення країни (2015), темпи зростання частки міського населення — 1,17 % (оцінка тренду за 2010—2015).
Головні міста держави:
- Сан-Паулу — 21,066 млн осіб,
- Ріо-де-Жанейро — 12,902 млн осіб,
- Белу-Оризонті — 5,716 млн осіб,
- Бразиліа (столиця) — 4,155 млн осіб,
- Форталеза — 3,88 млн осіб,
- Ресіфі — 3,739 млн осіб (2015)[1].

Найбільші міські агломерації (Сан-Паулу, Ріо-де-Жанейро і Бразиліа) розміщуються на півдні країни. Бразильський інститут географії та статистики (IBGE) класифікує міські райони у ієрархію згідно з населенням та важливістю міст. Найважливіші міські райони приведені нижче:
- міський район найбільшого національного значення: Сан-Паулу;
- міський район національного значення: Ріо-де-Жанейро;
- міські райони регіонального значення: Белу-Оризонті, Порту-Алегрі, Ресіфі, Салвадор;
- великі регіональні міські райони: Белен, Куритиба, Форталеза, Гоянія, Манаус.

### Міграції
Річний рівень еміграції 2015 року становив 0,14 ‰ (116-те місце у світі). Цей показник не враховує різниці між законними і незаконними мігрантами, між біженцями, трудовими мігрантами та іншими.

#### Внутрішні
Близько третини бразильців не живуть там, де вони народились. За зміну місця жительства відповідає внутрішня міграція, яка розподіляється на дві базові категорії: переміщення з сільської місцевості до міста — викликане нестачею можливостей роботи (часто через об'єднання господарств) та низькою якістю послуг у сільській місцевості — та регіональна міграція, найбільшими прикладами якої є:
- міграція від прибережних областей до віддалених районів штату Мінас-Жерайс у XVIII столітті через розвиток гірничої промисловості;
- потік рабів з північного сходу та кавові плантації штатів Сан-Паулу і Ріо-де-Жанейро наприкінці XIX століття;
- гумова міграція в Амазонію, наприкінці XIX століття та на початку XX, яка привернула багато мешканців північного сходу;
- заснування і заселення міста Бразиліа, яке привернуло чиновників та багато робочих, переважно з півночі та північного сходу;
- індустріальний розвиток Південного сходу (головним чином штатів Сан-Паулу, Ріо-де-Жанейро і Мінас-Жерайс), який привернув багато мешканців північного сходу.

Протягом останніх років найбільший потік мігрантів йде з північного сходу до півдня та південного сходу, в пошуках роботи у промислових та торгових галузях і обслуговуванні, та переміщення селян з півдня та південного сходу на центральний захід та північ через розширення територій, зайнятих під сільське господарство.

#### Біженці й вимушені переселенці
У країні перебуває 54 особи без громадянства.
Бразилія є членом Міжнародної організації з міграції (IOM).

## Расово-етнічний склад
| Етнічний склад (2010 рік) | Етнічний склад (2010 рік) | Етнічний склад (2010 рік) | Етнічний склад (2010 рік) | Етнічний склад (2010 рік) |
| ------------------------- | ------------------------- | ------------------------- | ------------------------- | ------------------------- |
| Етнос:                    |                           |                           | Відсоток:                 |                           |
| білі                      | білі                      |                           | 47.7%                     | 47.7%                     |
| мулати                    | мулати                    |                           | 43.1%                     | 43.1%                     |
| темношкірі                | темношкірі                |                           | 7.6%                      | 7.6%                      |
| азійці                    | азійці                    |                           | 1.1%                      | 1.1%                      |
| індіанці                  | індіанці                  |                           | 0.4%                      | 0.4%                      |

Головні етноси країни: білі — 47,7%, мулати — 43,1%, темношкірі — 7,6%, азійці — 1,1%, індіанці — 0,4% населення (приблизні дані за 2010).
Бразильський народ формувався протягом останніх 500 років з кількох хвиль іммігрантів, до яких приєдналися численні завезені африканські раби та місцеве населення.
Населення складається з трьох основних етнічно-расових груп: американські індіанці, білі та темношкірі.
Тубільні народи американських індіанців з'явилися на території Бразилії щонайменш 10 000 років тому. На час відкриття європейцями, повне населення Бразилії становило близько 5 млн мешканців, розсіяних по всій її території.
Темношкірі прибували у вигляді рабів, з 16 століття до середини XIX століття, та переважно належали до народів банту і йоруба.
Білі європейці, представлені португальськими колоністами, активно заселяли прибережну територію протягом 16 століття. До 1822 тільки португальці мали право іммігрувати до Бразилії, але з отриманням незалежності почалася імміграція представників інших європейських країн, яка продовжувалася протягом XIX і XX століть. Основний притік був з італійців і португальців, дещо менше з німців, іспанців тощо.
Дещо менший вклад внесли азійські іммігранти, особливо японці, та араби. У результаті вищенаведеної картини, Бразильський інститут географії та статистики класифікує населення під час переписів до 5 основних категорій, заснованих на расі та кольорі шкіри:
| Група                   | Пояснення         | Відсоток | Кількість |
| ----------------------- | ----------------- | -------- | --------- |
| Білі (порт. Brancos)    | Європейці та інші | 53,7%    | 96 млн    |
| Коричневі (порт. Pardu) | Суміш рас         | 38,5%    | 70 млн    |
| Чорні (порт. Pretos)    | Негри             | 6,2%     | 11 млн    |
| Жовті (порт. Amarelos)  | Азійці            | 0,5%     | 1 млн     |
| Індіанці (порт. Índios) | Тубільні народи   | 0,4%     | 700 тис.  |

### Білі
На останньому переписі білими себе назвали 53,7 % бразильського населення, або близько 96 млн осіб. Вони мешкають по всій території країни, хоча найбільше сконцентровані на Півдні та Південному сході Бразилії. Білими себе вважають як нащадки європейців, так і нащадки деяких інших народів з білим кольором шкіри. Існує також етнічна група бразигвайців — білі бразильці або їхні нащадки, що мешкають на прикордонних з Бразилією територіях Парагваю.
До 1800 до Бразилії іммігрувало лише 1 млн європейців, майже виключно португальців. Бум імміграції настав пізніше, у 19 та 20 століттях, коли до Бразилії приїхало близько 6 мільйонів європейців. Нині мешканці, які визначають себе білими, становлять найбільшу етнічно-расову групу країни, сформовану протягом п'ятьох століть іммігрантами переважно з Європи. Хоча у середині XIX століття біле населення було португальського походження, пізніша імміграція складалася з представників різних країн. Таким чином, бразильські білі є нащадками багатьох різних народів, перш за все романомовних (португальців, італійців, іспанців), германців (німців) та слов'ян (поляків, українців). Крім європейців, до білих також відносять нащадків арабських іммігрантів (ліванців та сирійців).
Хоча більшість населення і відносить себе до білих, генетичні дослідження показали, що «білі» насправді також є сумішшю рас, більш ніж 86% населення мають темношкірих та індіанців серед своїх предків.

### Коричневі
Термін «Коричневі» (pardos) або «парду» не завжди мав своє сучасне значення. Він був вперше введений під час перепису 1872 року з єдиною ціллю розрізнити вільних негрів (як чистокровних, так і змішаних, будь-якого кольору шкіри) від рабів (знову будь-якого походження і кольору шкіри).
З відміною рабства термін втратив своє початкове значення, але продовжував використовуватися як «залишкова» категорія для позначення мешканців, які не включали себе до жодної з запропонованих у переписі категорій, у такому значенні термін використовувався у 7 з 11 проведених переписів (за винятком перепису 1890, який використовував термін «метиси» (mestiços) та переписів 1900, 1920 і 1970, які не застосовували категорію «колір»). Тільки з 1950 року мешканці дістали можливість самокласифікуватися до цієї групи, яка була чітко включена до опцій у переписі.
Коричневі становлять 38,5 % бразильського населення, або близько 70 млн осіб, та поширені по всій території країни. Коричневими вважаються як усі змішані мешканці (які самостійно вважаються такими), так і всі мешканці, які не належать до жодної з решти категорій.
Хоча Бразильський інститут географії та статистики і зараховує всіх коричневих до нащадків африканців, багато дослідників з цим незгодні, переконуючи, що до 8 % населення є переважно сумішшю білих з індіанцями, (відомими за неофіційними термінами «кабоклу» і «мамелюку»), та невелка частина — білих з азійцями (жовтими). Невпевненість також зростає тому, що деякий відсоток негрів класифікує себе як коричневі, а коричневих — як білі.

### Темношкірі
Темношкірі — 6,2 % бразильського населення, або близько 11 млн осіб. Хоча вони живуть на всій території країни, їх найбільше в Північно-східному регіоні. Неграми себе вважають усі нащадки африканських народів, перевезених до Бразилії як раби.
Рабство в Бразилії існувало майже 350 років, коли до Бразилії за офіційними даними завезли близько 3 млн рабів (контрабандні перевезення відповідають приблизно за два мільйони з цього числа). Нещодавні дослідження показують, що 86 % мають понад 10 % генетичних маркерів, характерних до африканців. Невелике число темношкірих у переписі (6,2 %) є результатом традиційно упередженого ставлення до темношкірих та індіанців у суспільстві, тому багато темношкірих намагаються вказувати себе як «коричневі» або користуються неофіційними категоріями «мулати» (порт. mulatos, morenos), які вказують на змішане походження. Проте протягом останніх років культура бразильських темношкірих стає дедалі популярнішою та їхня самосвідомість зростає.

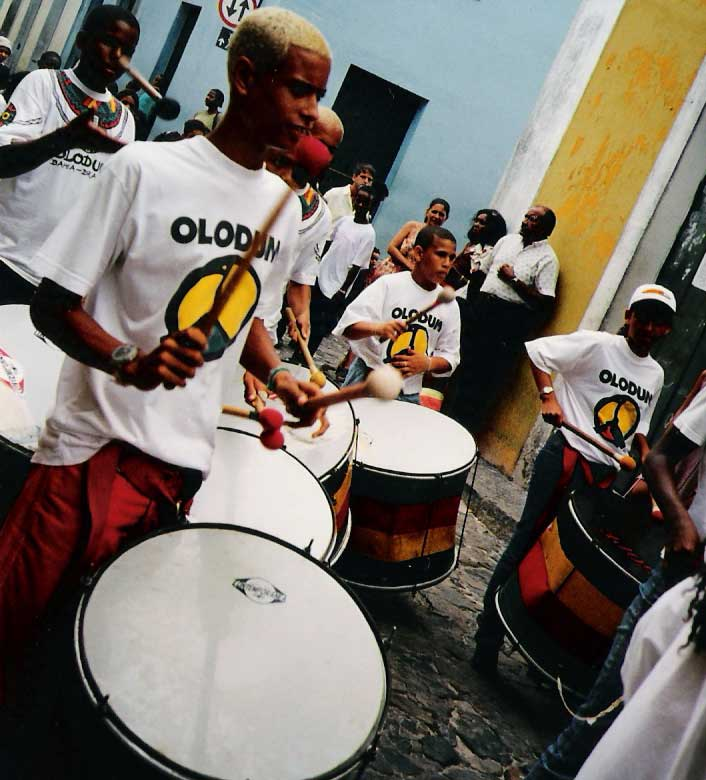
Барабанщики групи Олодум у штаті Баїя
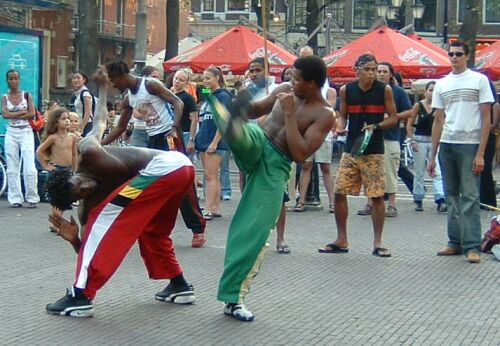
Капоейра на вулиці міста

### Жовті

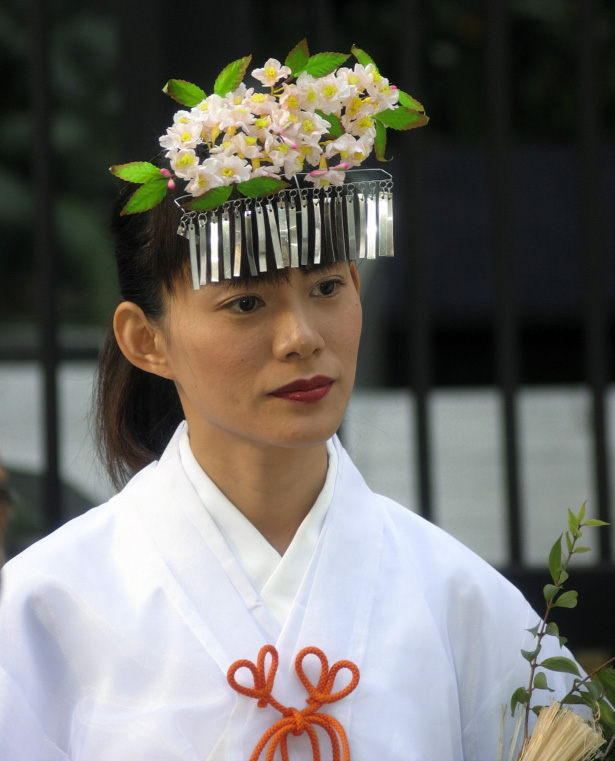
японо-бразилійка, Куритиба

Жовті (порт. amarelos) становлять 0,5% бразильського населення, або близько 1 млн осіб. Вони переважно сконцентровані у двох штатах: Сан-Паулу і Парана. Жовтими себе вважають нащадки більшості іммігрантів з Азії.
Більшість бразильських жовтих є нащадками японців, які іммігрували до Бразилії в 1908-1960, переважно через економічні проблеми. Бразилія зараз містить найбільше японське населення за межами Японії. Інші групи включають незначну кількість китайців і корейців.

### Індіанці
Зараз індіанці становлять 0,4 % (за самовизначенням) бразильського населення, або близько 700 000 осіб. Індіанцями вважаються представники всіх тубільних народів Бразилії. Вони можуть бути знайдені по всій території Бразилії, хоча більше середнього зконцентровані у Північному та Центрально-західному регіонах.
Хоча мільйони бразильців є нащадками індіанців, тільки 0,4 % населення вважають себе ними. Це відбувається через інтенсивне змішування представників різних народів, втрату національної самосвідомості індіанців протягом століть, та через традиційно упереджене ставлення до індіанців і негрів, через що багато індіанців намагаються вказувати себе «білими» або «коричневими» (тобто змішаними).
Коли перші португальці прибули до Бразилії в 1500, тубільне населення становило близько 5 млн осіб. У середині XIX століття ця цифра зменшилася до 100 000, та наприкінці XX століття зросла до близько 300 000. Знищення тубільного населення Америки було найжахливішим прикладом геноциду в історії людства, та складалося з трьох факторів: ефекту занесених до Америки європейських хвороб, прямого знищення індіанців для звільнення терену та використання їх як рабів, та асиміляції з європейцями.
Нещодавно проведені генетичні дослідження підтвердили, що мільйони бразильців є нащадками тубільних народів, більшість з яких і не здогадуються про своє індіанське походження.
Протягом останніх років уперше за 500 років спостерігається зростання індіанського населення Бразилії, проте багато з них живуть в умовах крайньої бідності та поступово втрачають свою культуру.

Бразильський індіанецьБразильський індіанець
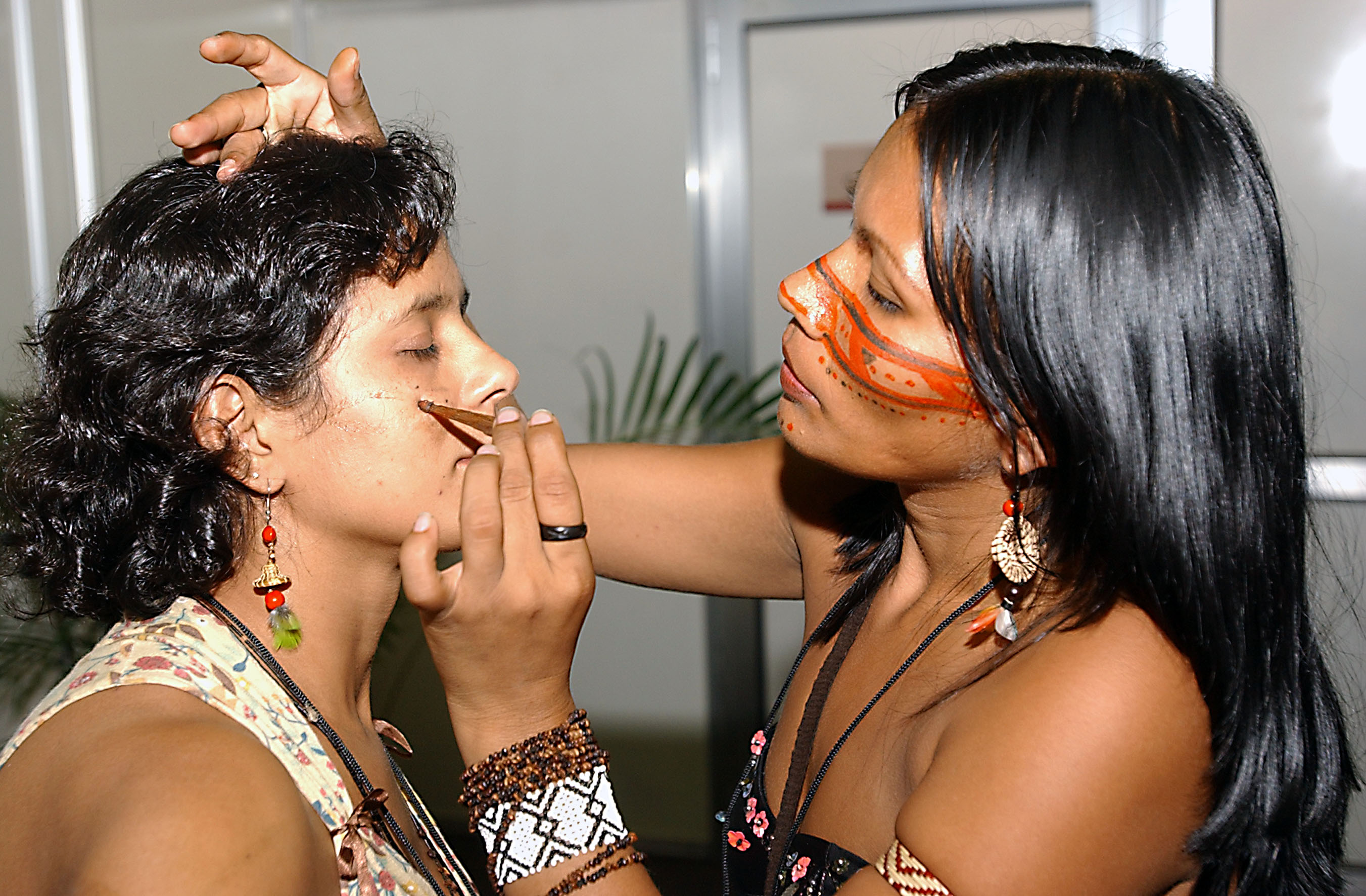
Бразильські індіанки

### Регіональний розподіл етнічно-расових груп
У Південному регіоні Бразилії домінує європейський елемент — починаючи з португальських колоністів 17—18 століть, до великих хвиль імміграції німців, італійців та слов'ян протягом XIX—XX століть.
У Південно-східному регіоні також домінує європейський елемент — переважно португальські, італійські, іспанські та німецькі іммігранти XIX—XX століть. Хоча африканські та індіанські елементи тут також помітні, а у штаті Сан-Паулу — і азійський.
У Північно-східному регіоні домінує африканський та європейський елементи (переважно португальці), хоча є і деякий внесок індіанців.
У Північному та Центрально-західному регіонах домінує індіанський елемент, хоча із значним європейським та африканським внеском.

## Мови
| Мови Бразилії (2015) | Мови Бразилії (2015) | Мови Бразилії (2015) | Мови Бразилії (2015) | Мови Бразилії (2015) |
| -------------------- | -------------------- | -------------------- | -------------------- | -------------------- |
| Мова:                |                      |                      | Відсоток:            |                      |
| португальська        | португальська        |                      | %                    | %                    |
| іспанська            | іспанська            |                      | %                    | %                    |
| німецька             | німецька             |                      | %                    | %                    |
| італійська           | італійська           |                      | %                    | %                    |
| японська             | японська             |                      | %                    | %                    |
| англійська           | англійська           |                      | %                    | %                    |

Офіційна мова: португальська. Інші поширені мови: іспанська (поширена у прикордонних регіонах і провінціях), німецька, італійська, японська, англійська, велика кількість індіанських мов.
Португальська мова — єдина державна мова Бразилії. Нею розмовляє практично все населення і фактично тільки ця мова використовується в школах, газетах, радіо, телебаченні та для всіх ділових і адміністративних цілей. Окрім того, Бразилія є єдиною португаломовною країною в Америці, що робить мову частиною бразильської національної самосвідомості. Бразильська португальська мова розвинулася незалежно від європейської португальської мови, та пройшла менші фонетичні зміни, ніж мова, якою розмовляють в Португалії. Тому часто кажуть, що мова Камоенша, португальського поета 16-го століття, фонетично нагадує сучасну бразильську португальську мову, але не мову, якою розмовляють в Португалії зараз, і що його роботи слід читати за бразильськими правилами. На бразильську португальську мову також мали деякий вплив індіанські та африканські мови. У самій Бразилії мова досить однорідна, носії різних регіональних діалектів легко розуміють один одного, але між ними існує кілька помітних фонологічних, лексичних та орфографічних відмінностей.

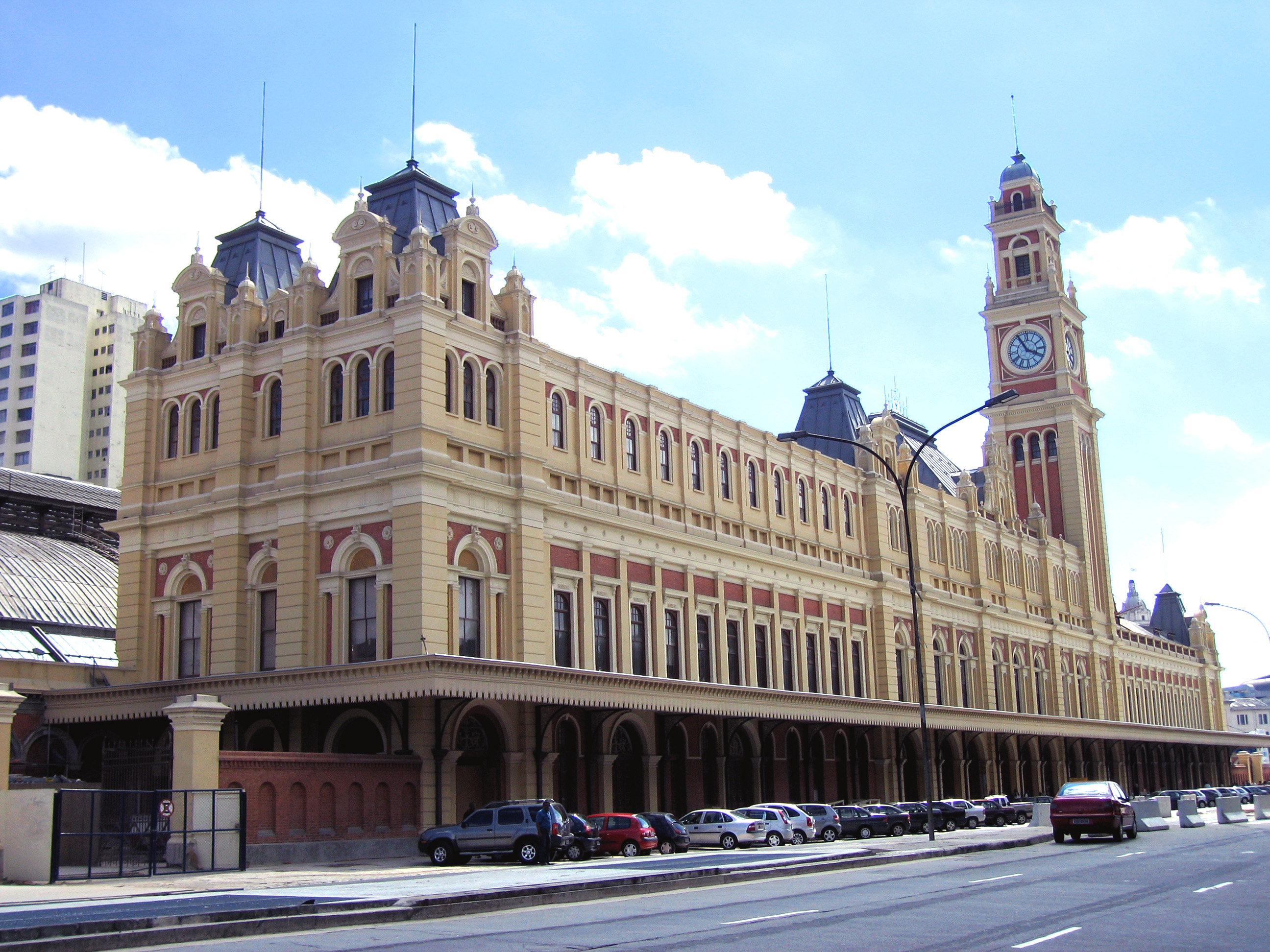
Музей португальської мови (порт. Estação da Luz) в Сан-Паулу

За оцінками, близько 180 індіанських мов ще існують у тубільних суспільствах, перш за все в Північній Бразилії. Хоча багато з них мають істотні контакти з португальською мовою, нині є стимул для вивчення рідних мов. Деякі іноземні мови використовуються нащадками іммігрантів, які зазвичай двомовні, в маленьких сільських суспільствах у Південній Бразилії. Найголовніші з них — бразильські німецькі діалекти, наприклад Riograndenser Hunsrückisch, померанська і італійська мова, заснована на італійському венеціанському діалекті. У місті Сан-Паулу японська мова також існує в районах переселенців, таких як Лібердад.
Англійська мова — частина офіційного шкільного навчального плану, але дуже мало бразильців вільно володіють нею.
Іспанська мова також часто викладається в школах та розуміється до певної міри самими носіями португальської мови завдяки великій схожості між двома мовами.

## Релігії
| Релігії в Бразилії (2009 рік) | Релігії в Бразилії (2009 рік) | Релігії в Бразилії (2009 рік) | Релігії в Бразилії (2009 рік) | Релігії в Бразилії (2009 рік) |
| ----------------------------- | ----------------------------- | ----------------------------- | ----------------------------- | ----------------------------- |
| Віросповідання:               |                               |                               | Відсоток:                     |                               |
| католики                      | католики                      |                               | 65%                           | 65%                           |
| протестанти                   | протестанти                   |                               | 22.2%                         | 22.2%                         |
| християни                     | християни                     |                               | 2.7%                          | 2.7%                          |
| інші                          | інші                          |                               | 1.4%                          | 1.4%                          |
| атеїсти                       | атеїсти                       |                               | 8%                            | 8%                            |
| агностики                     | агностики                     |                               | 0.4%                          | 0.4%                          |

Головні релігії й вірування, які сповідує, і конфесії та церковні організації, до яких відносить себе населення країни: римо-католицтво — 64,6 %, інші гілки католицтва — 0,4 %, протестантизм — 22,2 % (адвентизм — 6,5 %, Асамблея Бога — 2,0 %, християнська конгрегація Бразилії — 1,2 %, Царство Боже — 1,0 %, інші — 11,5 %), інші течії християнства — 0,7 %, спіритизм — 2,2 %, інші — 1,4 %, не сповідують жодної — 8 %, не визначились — 0,4 % (станом на 2010 рік).
Не всі бразильці вважають себе членами тої чи іншої релігії, організованої чи ні. У Бразилії діє свобода віросповідання, згідно з конституцією, участь громадян у будь-яких релігійних діях у країні є правом кожного мешканця, яке не може буди відняте або обмежене. Ніяка релігія відповідно до закону не вважається національною.
Близько трьох чвертей бразильського населення відносять себе до членів Римо-католицької церкви, що робить Бразилію країною з найбільшим числом католиків у світі. Також існує невелике число прихильників Бразильської апостольської католицької церкви. Серед інших релігій, які представлені невеликим числом членів, слід відзначити релігії африканського походження (що частіше практикуються у формі синкретизму з католицизмом), такі як умбанда і кондомбле. Юдаїзм, буддизм, іслам та індуїзм (здебільшого крішнаїти) мають дуже мале число прихильників у Бразилії, здебільшого у невеликих іммігрантських суспільствах півдня та південного сходу.

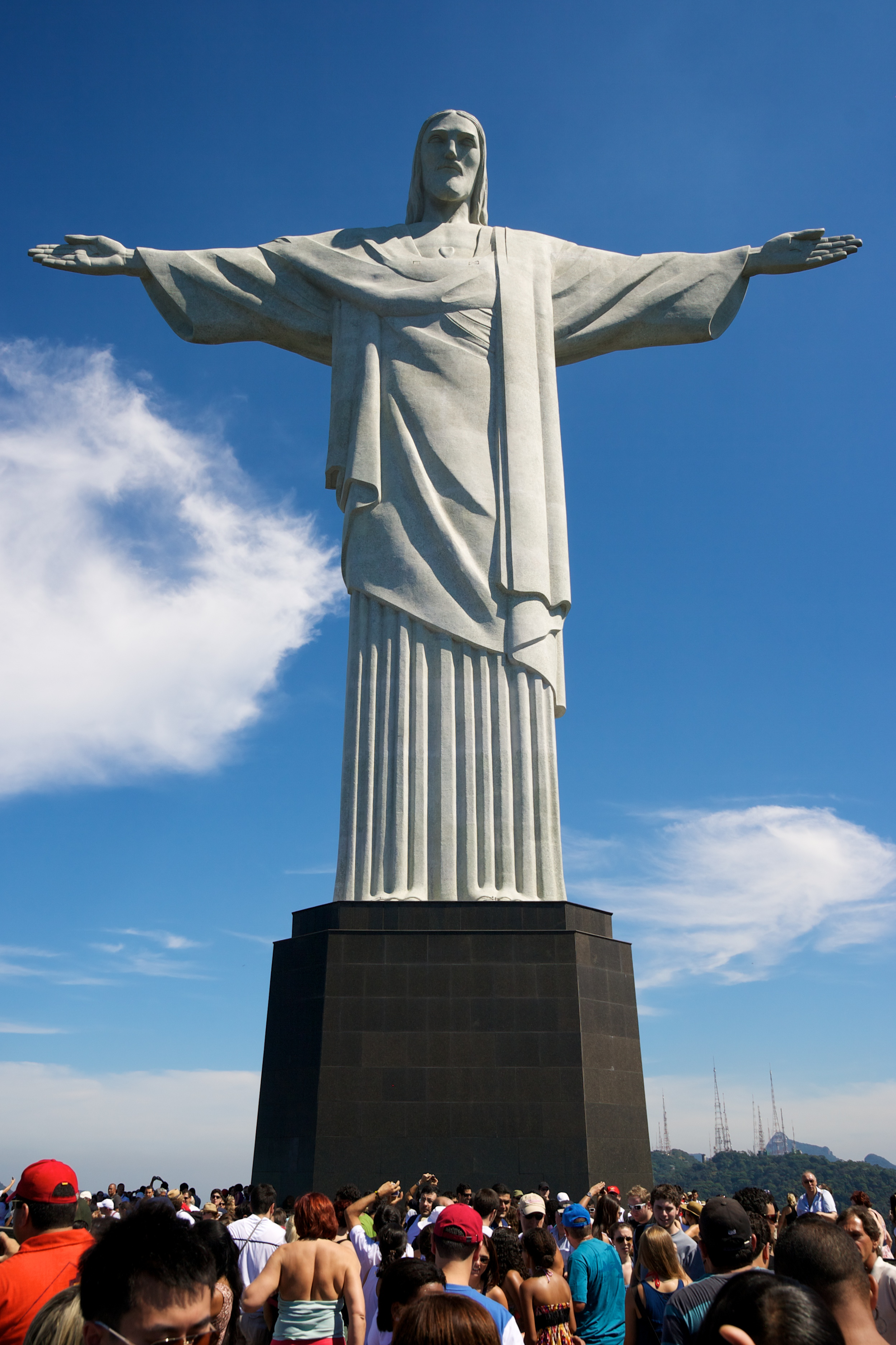
Статуя Христа-Спасителя в Ріо-де-Жанейро

## Освіта
Рівень письменності 2015 року становив 92,6 % дорослого населення (віком від 15 років): 92,2 % — серед чоловіків, 92,9 % — серед жінок.
Державні витрати на освіту становлять 5,9 % ВВП країни, станом на 2012 рік (49-те місце у світі). Середня тривалість освіти становить 15 років, для хлопців — до 15 років, для дівчат — до 16 років (станом на 2013 рік).

## Охорона здоров'я
Забезпеченість лікарями у країні на рівні 1,89 лікаря на 1000 мешканців (станом на 2013 рік). Забезпеченість лікарняними ліжками в стаціонарах — 2,3 ліжка на 1000 мешканців (станом на 2012 рік). Загальні витрати на охорону здоров'я 2014 року становили 8,3 % ВВП країни (31-ше місце у світі).
Смертність немовлят до 1 року, станом на 2015 рік, становила 18,6 ‰ (95-те місце у світі); хлопчиків — 21,8 ‰, дівчаток — 15,23 ‰. Рівень материнської смертності 2015 року становив 44 випадків на 100 тис. народжень (103-тє місце у світі).
Бразилія входить до складу ряду міжнародних організацій: Міжнародного руху (ICRM) і Міжнародної федерації товариств Червоного Хреста і Червоного Півмісяця (IFRCS), Дитячого фонду ООН (UNISEF), Всесвітньої організації охорони здоров'я (WHO).

### Захворювання
Потенційний рівень зараження інфекційними хворобами в країні дуже високий. Найпоширеніші інфекційні захворювання: діарея, гепатит А, гарячка денге, малярія, шистосомози. Станом на серпень 2016 року в країні були зареєстровані випадки зараження вірусом Зіка через укуси комарів Aedes, переливання крові, статевим шляхом, під час вагітності. 2013 року зареєстровано 726,0 тис. хворих на СНІД (13-те місце у світі), це 0,55 % населення в репродуктивному віці 15—49 років (62-ге місце у світі). Смертність 2014 року від цієї хвороби становила 15,8 тис. осіб (17-те місце у світі).
Частка дорослого населення з високим індексом маси тіла 2014 року становила 20,1 % (102-ге місце у світі); частка дітей віком до 5 років зі зниженою масою тіла становила 2,2 % (оцінка на 2007 рік). Ця статистика показує як власне стан харчування, так і наявну/гіпотетичну поширеність різних захворювань.

### Санітарія
Доступ до облаштованих джерел питної води 2015 року мало 100 % населення в містах і 87 % в сільській місцевості; загалом 98,1 % населення країни. Відсоток забезпеченості населення доступом до облаштованого водовідведення (каналізація, септик): в містах — 88 %, в сільській місцевості — 51,5 %, загалом по країні — 82,8 % (станом на 2015 рік). Споживання прісної води, станом на 2006 рік, дорівнює 58,07 км³ на рік, або 306 тонни на одного мешканця на рік: з яких 28 % припадає на побутові, 17 % — на промислові, 55 % — на сільськогосподарські потреби.

## Соціально-економічне становище
Співвідношення осіб, що в економічному плані залежать від інших, до осіб працездатного віку (15—64 роки) загалом становить 44,7 % (станом на 2015 рік): частка дітей — 33,3 %; частка осіб похилого віку — 11,3 %, або 8,8 потенційно працездатних на 1 пенсіонера. Загалом ці показники характеризують рівень потреби державної допомоги в секторах освіти, охорони здоров'я і пенсійного забезпечення, відповідно. За межею бідності 2009 року перебувало 21,4 % населення країни, а 4 % за межею крайньої бідності. Розподіл доходів домогосподарств в країні виглядає таким чином: нижній дециль — 0,8 %, верхній дециль — 42,9 % (станом на 2009 рік).
Станом на 2014 рік, в країні 800 тис. осіб не має доступу до електромереж; 99,5 % населення має доступ, в містах цей показник дорівнює 100 %, у сільській місцевості — 97 %. Рівень проникнення інтернет-технологій високий. Станом на липень 2015 року в країні налічувалось 120,676 млн унікальних інтернет-користувачів (6-те місце у світі), що становило 59,1 % загальної кількості населення країни.

### Трудові ресурси
Загальні трудові ресурси 2015 року становили 109,2 млн осіб (6-те місце у світі). Зайнятість економічно активного населення у господарстві країни розподіляється таким чином: аграрне, лісове і рибне господарства — 15,7 %; промисловість і будівництво — 13,3 %; сфера послуг — 71 % (станом на 2011 рік). 959,94 тис. дітей у віці від 5 до 12 років (3 % загальної кількості) 2009 року були залучені до дитячої праці. Безробіття 2015 року дорівнювало 6,4 % працездатного населення, 2014 року — 4,8 % (73-тє місце у світі); серед молоді у віці 15—24 років ця частка становила 15 %, серед юнаків — 12,3 %, серед дівчат — 18,7 % (76-те місце у світі).

### ВВП по штатах
Список штатів Бразилії за ВВП (номінал), станом на 2015, в реалах.

## Список

Список штатів Бразилії за ВВП (номінал).

| Номер | Номер         | Штат                       | ВВП (R$ 1.000) | % від загального, 2014 | % від загального, 2015 |
| 2015  | Відносно 2014 | Штат                       | ВВП (R$ 1.000) | % від загального, 2014 | % від загального, 2015 |
| ----- | ------------- | -------------------------- | -------------- | ---------------------- | ---------------------- |
| 1     | (0)           | Сан-Паулу                  | 1.939.890.000  | 32,2                   | 32,4                   |
| 2     | (0)           | Ріо-де-Жанейро             | 659.137.000    | 11,6                   | 11,0                   |
| 3     | ▬ (0)         | Мінас-Жерайс               | ▲ 519.326.000  | ▼ 8,9                  | ▼ 8,7                  |
| 4     | ▬ (0)         | Ріу-Гранді-ду-Сул          | ▲ 381.985.000  | ▬ 6,2                  | ▲ 6,4                  |
| 5     | ▬ (0)         | Парана                     | ▲ 376.960.000  | ▼ 6,0                  | ▲ 6,3                  |
| 6     | ▬ (0)         | Санта-Катарина             | ▲ 249.073.000  | ▲ 4,2                  | ▬ 4,2                  |
| 7     | ▬ (0)         | Баїя                       | ▲ 245.025.000  | ▲ 3,9                  | ▲ 4,1                  |
| 8     | ▬ (0)         | Федеральний округ Бразиліа | ▲ 215.613.000  | ▲ 3,4                  | ▲ 3,6                  |
| 9     | ▬ (0)         | Гояс                       | ▲ 173.632.000  | ▲ 2,9                  | ▬ 2,9                  |
| 10    | ▬ (0)         | Пернамбуку                 | ▲ 156.955.000  | ▲ 2,7                  | ▼ 2,6                  |
| 11    | ▲ (2)         | Пара                       | ▲ 130.883.000  | ▼ 2,2                  | ▬ 2,2                  |
| 12    | ▲ (1)         | Сеара                      | ▲ 130.621.000  | ▲ 2,2                  | ▬ 2,2                  |
| 13    | ▼ (2)         | Еспіриту-Санту             | ▲ 120.363.000  | ▬ 2,2                  | ▼ 2,0                  |
| 14    | ▬ (0)         | Мату-Гросу                 | ▲ 107.418.000  | ▲ 1,8                  | ▬ 1,8                  |
| 15    | ▬ (0)         | Амазонас                   | ▲ 86.560.000   | ▼ 1,5                  | ▼ 1,4                  |
| 16    | ▬ (0)         | Мату-Гросу-ду-Сул          | ▲ 83.082.000   | ▲ 1,4                  | ▬ 1,4                  |
| 17    | ▬ (0)         | Мараньян                   | ▲ 78.475.000   | ▬ 1,3                  | ▬ 1,3                  |
| 18    | ▬ (0)         | Ріу-Гранді-ду-Норті        | ▲ 57.250.000   | ▼ 0,9                  | ▲ 1,0                  |
| 19    | ▬ (0)         | Параїба                    | ▲ 56.140.000   | ▬ 0,9                  | ▬ 0,9                  |
| 20    | ▬ (0)         | Алагоас                    | ▲ 46.364.000   | ▬ 0,7                  | ▲ 0,8                  |
| 21    | ▬ (0)         | Піауї                      | ▲ 39.148.000   | ▲ 0,7                  | ▬ 0,7                  |
| 22    | ▬ (0)         | Сержипі                    | ▲ 38.554.000   | ▼ 0,6                  | ▬ 0,6                  |
| 23    | ▬ (0)         | Рондонія                   | ▲ 36.563.000   | ▬ 0,6                  | ▬ 0,6                  |
| 24    | ▬ (0)         | Токантінс                  | ▲ 28.930.000   | ▲ 0,5                  | ▬ 0,5                  |
| 25    | ▲ (1)         | Амапа                      | ▲ 13.861.000   | ▬ 0,2                  | ▬ 0,2                  |
| 26    | ▼ (1)         | Акрі                       | ▲ 13.622.000   | ▬ 0,2                  | ▬ 0,2                  |
| 27    | ▬ (0)         | Рорайма                    | ▲ 10.354.000   | ▬ 0,2                  | ▬ 0,2                  |
| Разом | Разом         | Разом                      | 5.995.787.000  | 100                    | 100                    |

| Номер | Номер         | Штат                       | ВВП (R$ 1.000) |
| 2015  | Відносно 2014 | Штат                       | ВВП (R$ 1.000) |
| ----- | ------------- | -------------------------- | -------------- |
| 1     | (0)           | Південно-східний регіон    | 3.238.716.000  |
| 2     | (0)           | Південний регіон           | 1.008.018.000  |
| 3     | (0)           | Північно-східний регіон    | 848.532.000    |
| 4     | (0)           | Центрально-західний регіон | 579.745.000    |
| 5     | ▬ (0)         | Північний регіон           | ▲ 320.773.000  |

## Кримінал

### Наркотики

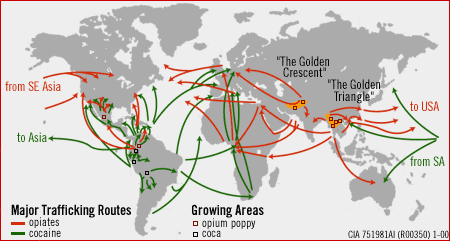
Світові маршрути наркотрафіку

Бразилія — другий найбільший у світі споживач кокаїну; нелегальне вирощування марихуани, з яким бореться федеральний уряд; невеликі обсяги вирощування коки для внутрішнього споживання; споживач і транзитний пункт на шляху наркотрафіку кокаїну з Болівії, Перу, Колумбії до Європи; значне відмивання грошей в зоні кордону з Парагваєм і Аргентиною (оцінка ситуації 2008 року).

### Торгівля людьми
Згідно зі щорічною доповіддю про торгівлю людьми (англ. Trafficking in Persons Report) Управління з моніторингу та боротьби з торгівлею людьми Державного департаменту США, уряд Бразилії докладає значних зусиль у боротьбі з явищем примусової праці, сексуальної експлуатації, незаконною торгівлею внутрішніми органами, але законодавство відповідає мінімальним вимогам американського закону 2000 року щодо захисту жертв (англ. Trafficking Victims Protection Act’s) не повною мірою, країна перебуває у списку другого рівня.

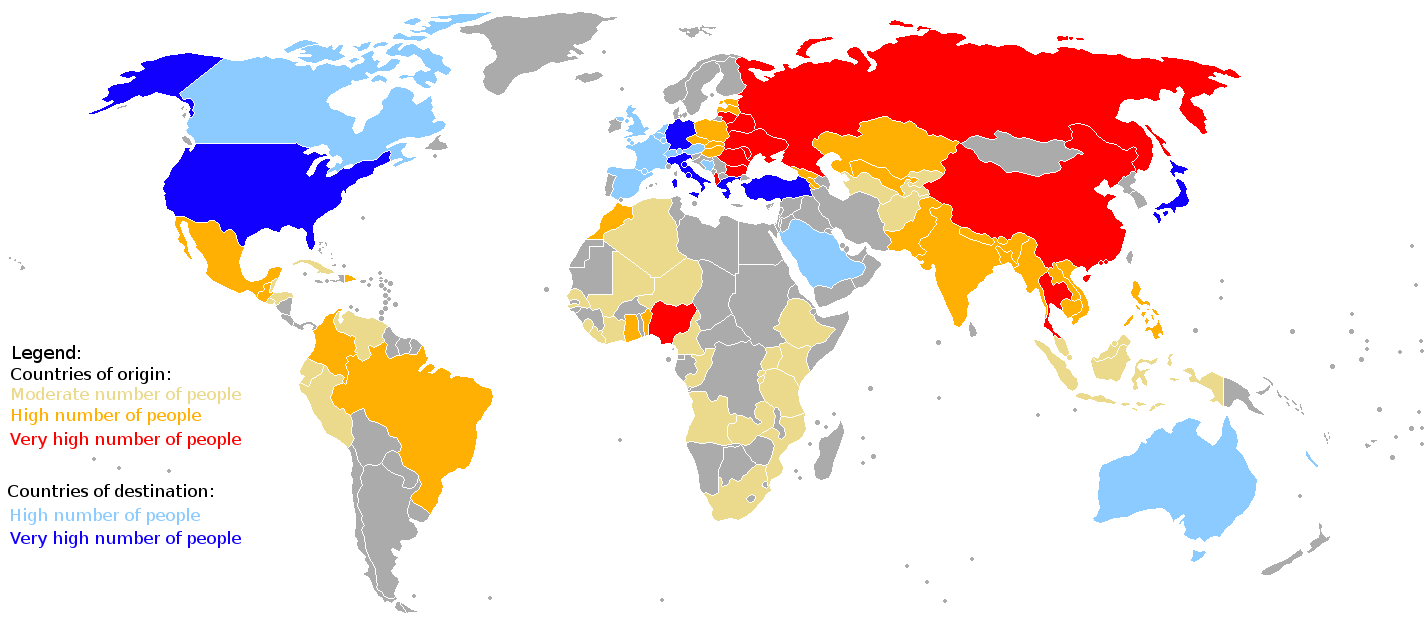
Країни-донори (червоний) і країни-реципієнти кримінальних потоків  (англ.)
Глобальна боротьба з торгівлею людьми (англ.)

## Гендерний стан
Статеве співвідношення (оцінка 2015 року):
- при народженні — 1,05 особи чоловічої статі на 1 особу жіночої;
- у віці до 14 років — 1,04 особи чоловічої статі на 1 особу жіночої;
- у віці 15—24 років — 1,03 особи чоловічої статі на 1 особу жіночої;
- у віці 25—54 років — 0,98 особи чоловічої статі на 1 особу жіночої;
- у віці 55—64 років — 0,89 особи чоловічої статі на 1 особу жіночої;
- у віці за 64 роки — 0,74 особи чоловічої статі на 1 особу жіночої;
- загалом — 0,97 особи чоловічої статі на 1 особу жіночої[1].

### Українською
- Атлас. 10—11 клас. Економічна і соціальна географія світу / упорядники :  О. Я. Скуратович, Н. І. Чанцева. — К. : ДНВП «Картографія», 2010. — ISBN 978-966-475-639-3.
- Атлас світу / голов. ред. І. С. Руденко ; зав. ред. В. В. Радченко ; відп. ред. О. В. Вакуленко. — К. : ДНВП «Картографія», 2005. — 336 с. — ISBN 9666315467.
- Безуглий В. В. Економічна і соціальна географія зарубіжних країн : Навчальний посібник. — К. : ВЦ «Академія», 2007. — 704 с. — ISBN 978-966-580-239-6.
- Безуглий В. В., Козинець С. В. Регіональна економічна і соціальна географія світу : Навчальний посібник. — видання 2-ге, доп., перероб. — К. : ВЦ «Академія», 2007. — 688 с. — ISBN 966-580-144-9.
- Головченко В. І., Кравчук О. Країнознавство: Азія, Африка, Латинська Америка, Австралія і Океанія. — К., 2006. — 335 с. — ISBN 966-8939-04-2.
- Гудзеляк І. І. Географія населення: Навчальний посібник / І. Гудзеляк. — Л. : Видавничий центр ЛНУ імені Івана Франка, 2008. — 232 с. — ISBN 978-966-613-599-8.
- Дахно І. І. Країни світу: Енциклопедичний довідник / І. І. Дахно, С. М. Тимофієв. — К. : Мапа, 2011. — 606 с. — (Бібліотека нового українця) — ISBN 978-966-8804-23-6.
- Дахно І. І. Економічна географія зарубіжних країн : навчальний посібник. — К. : Центр учбової літератури, 2014. — 319 с. — ISBN 978-611-01-0682-5.
- Джаман В. О. Регіональні системи розселення: демографічні аспекти. — Чернівці : Рута, 2003. — 392 с. — ISBN 9665685988.
- Дорошенко Л. С. Демографія: Навчальний посібник. — К. : МАУП, 2005. — 112 с. — ISBN 966-608-442-2.
- Дубович І. А. Країнознавчий словник-довідник. — 5-те вид., перероб. і доп. — К. : Знання, 2008. — 839 с. — ISBN 978-966-346-330-8.
- Економічна і соціальна географія країн світу. Навчальний посібник / За ред. Кузика С. П. — Л. : Світ, 2002. — 672 с. — ISBN 966-603-178-7.
- Загальна медична географія світу / В. О. Шевченко [та ін.] — К. : [б.в.], 1998. — 178 с.
- Книш М. М., Мамчур О. І. Регіональна економічна і соціальна географія світу (Латинська Америка та Карибські країни, Африка, Азія, Океанія) : навч. посіб. — Л. : ЛНУ ім. Івана Франка, 2013. — 368 с. — ISBN 978-617-10-0007-0.
- Крисаченко В. С. Динаміка населення: Популяційні, етнічні та глобальні виміри. — К. : Видавництво Національного інституту стратегічних досліджень, 2005. — 368 с. — ISBN 966-554-083-1.
- Кузик С. П., Книш М. М. Економічна і соціальна географія країн Америки : навч. посіб. — Л. : ЛНУ ім. Івана Франка, 1999. — 299 с. — ISBN 966-613-026-2.
- Любіцева О. О., Мезенцев К. В., Павлов С. В. Географія релігій. — К. : АртЕК, 1999. — 504 с. — ISBN 966-505-006-0.
- Масляк П. О. Країнознавство. — К. : Знання, 2007. — 292 с. — (Вища освіта XXI століття)
- Масляк П. О., Дахно І. І. Економічна і соціальна географія світу / П. О. Масляк, І. І. Дахно ; за ред. П. О. Масляка. — К. : Вежа, 2003. — 280 с. — ISBN 966-7091-53-8.

### Російською
- (рос.) Бразилия // Демографический энциклопедический словарь / главн. ред. Валентей Д. И. — М. : Советская энциклопедия, 1985. — 608 с.
- (рос.) Бразилия // Латинская Америка. Энциклопедический справочник [в 2-х тт.] / Главный редактор В. В. Вольский. — М. : Советская энциклопедия, 1979. — Т. 1. А-К. — 576 с.
- (рос.) Бразилия // Страны и народы. Америка. Южная Америка / Редкол. : В. В. Вольский  (отв. ред.) и др. — М. : «Мысль», 1983. — 285 с. — (Страны и народы) — 180 тис. прим.
- (рос.) Атлас народов мира / Отв. ред. С. И. Брук и В. С. Апенченко. — М. : ГУГК ГГК СССР и Институт этнографии им. Н. Н. Миклухо-Маклая АН СССР, 1964. — 185 с. — 20 тис. прим.
- (рос.) Численность и расселение народов мира. Этнографические очерки / под ред. С. И. Брука. — М. : Издательство АН СССР, 1962. — 487 с.
- (рос.) Лаппо Г. М. География городов: Учебное пособие для географических факультетов вузов. — М. : Туманит, изд. центр ВЛАДОС, 1997. — 476 с. — ISBN 5-691-00047-0.
- (рос.) Ягельский А. География населения. — М. : Прогресс, 1980. — 383 с.